# Dancing Out My Pants Tour
Il Dancing Out My Pants Tour è il quarto tour del gruppo musicale pop rock e alternative rock statunitense R5, svoltosi nel mese di settembre 2013.

## Informazioni sul tour
Si tratta di un tour promozionale di sette date tra Stati Uniti e Canada per promuovere la pubblicazione dell'album di debutto della band, Louder, reso disponibile dall'etichetta discografica Hollywood Records in quegli stessi giorni.
Il tour è iniziato il 3 settembre 2013 a Orlando, in Florida ed è terminato il 27 settembre 2013 a Mashantucket, in Connecticut. Ha incluso sei date negli Stati Uniti e una in Canada. Durante la tournée la band ha eseguito brani dal suo primo album in studio, Louder, oltre che alcuni brani tratti dall'EP precedente, Loud.

## Scaletta
1. (I Can't) Forget About You [5]
2. Here Comes Forever
3. Pass Me By
4. Crazy 4 U
5. I Want You Bad
6. What Do I Have to Do?
7. A Billion Hits
8. If I Can't Be With You
9. Breakeven (cover dei The Script)
10. Love Me Like That
11. Wishing I Was 23
12. Fallin' for You
13. Cali Girls
14. Ain't No Way We're Goin' Home
15. One Last Dance
16. Loud

## Date del tour
| Data              | Città        | Stato                 | Luogo                                      |
| Nord America      | Nord America | Nord America          | Nord America                               |
| ----------------- | ------------ | --------------------- | ------------------------------------------ |
| 3 settembre 2013  | Orlando      | Stati Uniti d'America | Hard Rock Live Orlando                     |
| 6 settembre 2013  | Atlanta      | Stati Uniti d'America | Cobb Energy Performing Arts Centre         |
| 13 settembre 2013 | Pomona       | Stati Uniti d'America | Los Angeles County Fair                    |
| 19 settembre 2013 | Rosemont     | Stati Uniti d'America | Rosemont Theatre                           |
| 23 settembre 2013 | Toronto      | Canada                | Sony Centre for the Performing Arts        |
| 26 settembre 2013 | Seyreville   | Stati Uniti d'America | Standard Ballroom                          |
| 27 settembre 2013 | Mashantucket | Stati Uniti d'America | The Grand Theatre at Foxwood Resort Casino |